# Narvik
Narvikⓘ (nordsamisch: Áhkánjárga) ist eine Kommune im norwegischen Fylke Nordland, nördlich des Polarkreises. Die Kommune hat 21.591 Einwohner (Stand: 1. Januar 2025). Verwaltungssitz ist die gleichnamige Stadt Narvik. Die Stadt hat 14.183 Einwohner (Stand: 1. Januar 2024).
Bedeutung erlangte Narvik durch den Hafen von Narvik, der ein wichtiger Hafen für die Verschiffung von Eisenerz aus dem schwedischen Kiruna ist. Aufgrund seiner strategischen Bedeutung wurde die Stadt im Zweiten Weltkrieg durch die Wehrmacht angegriffen.

## Geografie

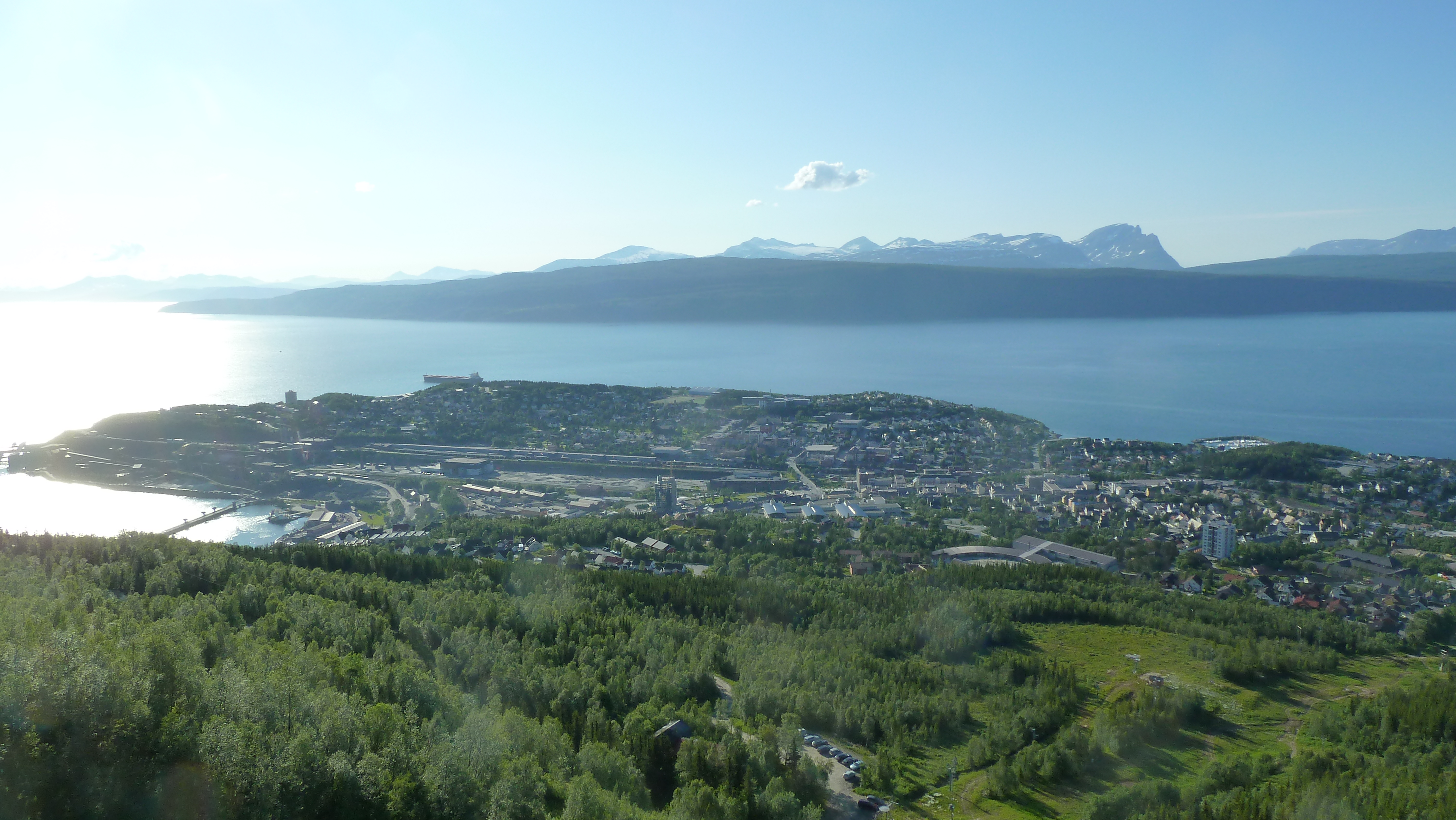
Narvik vom Fagernestoppen (1007 m) aus

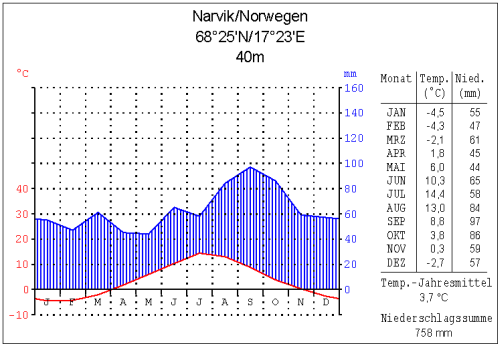
Klimadiagramm Narvik

Die Kommune Narvik liegt in der Landschaft Ofoten im Norden des Fylkes Nordland. Sie reicht von der norwegischen Westküste im Westen bis zur schwedischen Grenze im Osten. Die Küstenlinie der Kommune Narvik erstreckt sich weitgehend um den Ofotfjord und dessen Seitenarme herum, von denen sich viele in das Land einschneiden. Die Strecke von den inneren Fjord-Enden bis zur schwedischen Grenze beträgt teils nur wenige Kilometer.
Narvik grenzt in Norwegen im Süden an Hamarøy, im Westen an Lødingen, Evenes und Tjeldsund sowie im Norden Gratangen, Lavangen und Bardu. Die Grenze zu Lødingen verläuft vollständig im Meer. Die Nachbarkommunen Tjeldsund, Gratangen, Lavangen und Bardu liegen im angrenzenden Fylke Troms. Die Stadt Narvik liegt im Norden der Kommune am Ufer des Ofotfjords.
Die Landschaft ist von hohen Bergen geprägt, von denen manche mit Gletschern bedeckt sind. Die Erhebung Storsteinsfjellet (nordsamisch Sealggajiekŋa) stellt mit einer Höhe von 1893,34 moh. den höchsten Punkt der Kommune Narvik dar. Die Gesamtfläche beträgt 3.432,2 km², wobei Binnengewässer zusammen 237,52 km² ausmachen.
Dank des Golfstroms ist der Hafen von Narvik das ganze Jahr über eisfrei. Der Golfstrom ist auch die Ursache für das relativ milde Klima. Trotz der Lage auf 68° 25' n. Br. wird es im Januar, dem kältesten Monat, nur −4,5 °C kalt; die Jahresdurchschnittstemperatur liegt bei 3,7 °C.

## Einwohner
Rund zwei Drittel der Einwohner der Kommune Narvik leben in der Stadt Narvik. In der Gemeinde liegen mehrere sogenannte Tettsteder, also mehrere Ansiedlungen, die für statistische Zwecke als eine städtische Siedlung gewertet werden. Neben Narvik mit 14.183 Einwohnern sind diese Bjerkvik mit 1074, Beisfjord mit 660, Håkvik mit 729, Kjøpsvik mit 787 und Ballangen mit 794 Einwohnern (Stand: 1. Januar 2024).
Die Einwohner der Gemeinde werden Narviking oder Narvikværing genannt. Narvik hat wie viele andere Kommunen der Provinz Nordland weder Nynorsk noch Bokmål als offizielle Sprachform, sondern ist in dieser Frage neutral.

## Geschichte

### Gründung durch den Bau der Ofotbanen

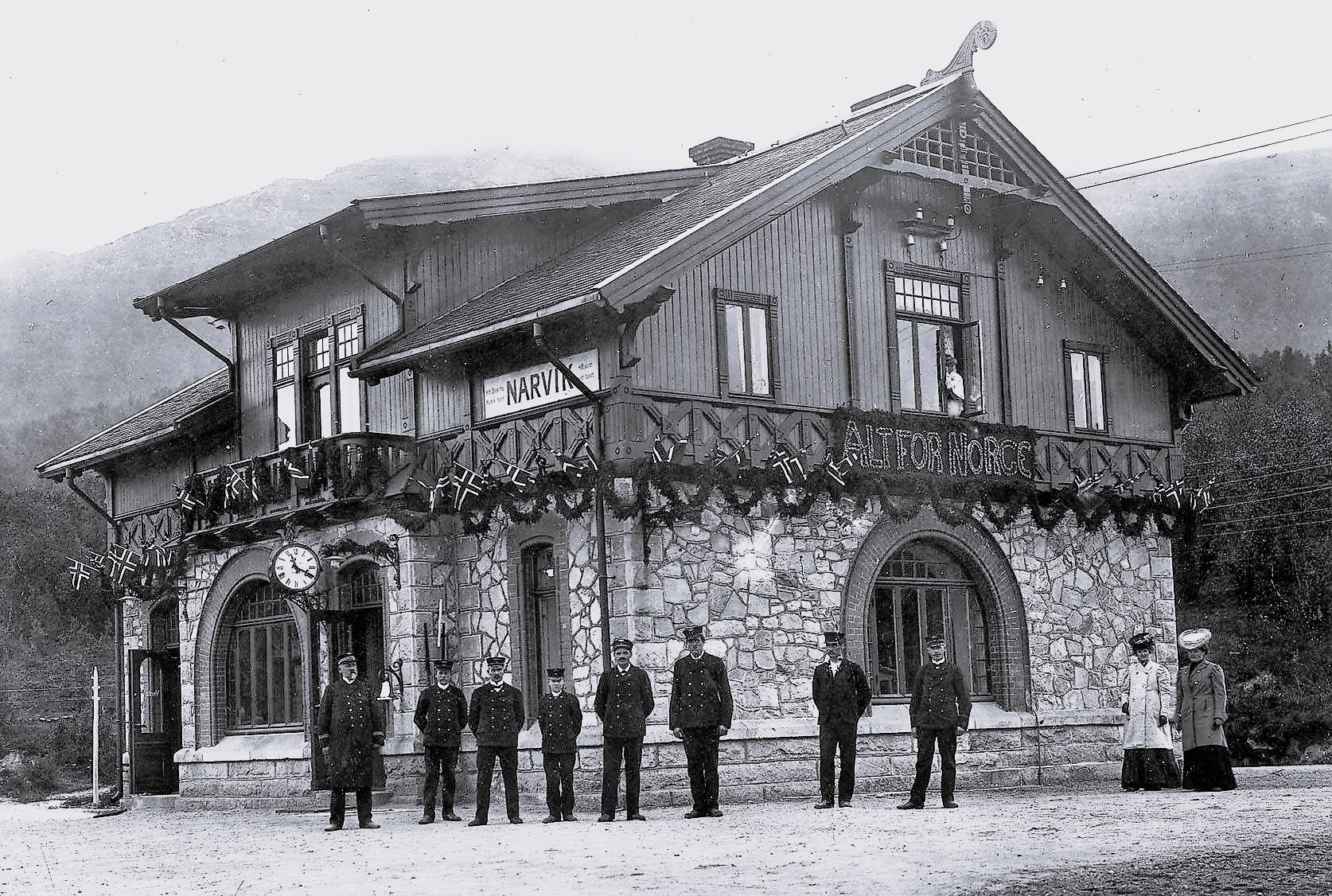
Einweihung des Bahnhofes von Narvik, 1903

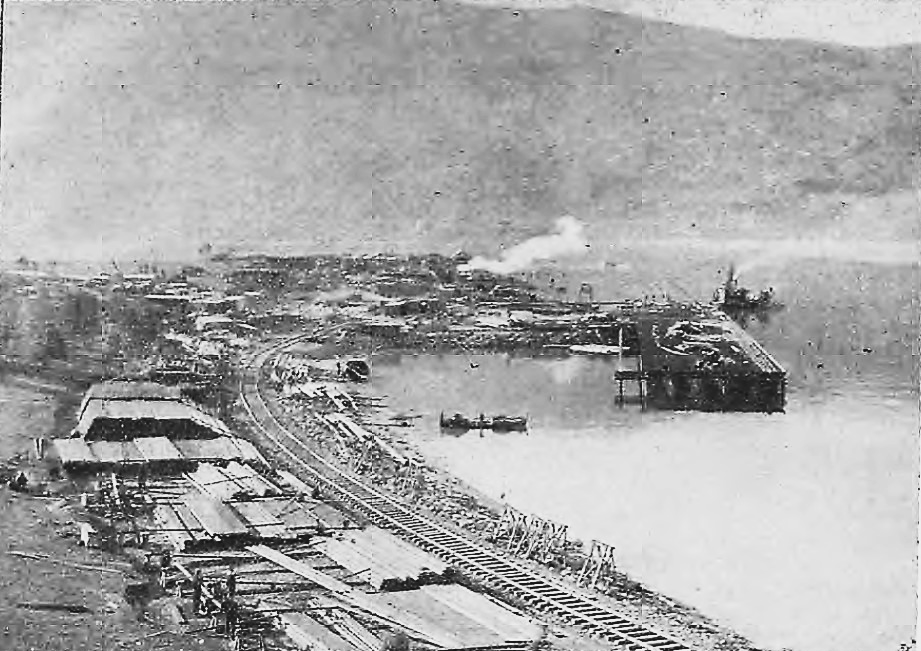
Die Endstation der Ofotenbahn, 1902

Bedeutung erlangte Narvik durch den Bau der Ofotbanen, die die Bergwerke im schwedischen Kiruna mit dem eisfreien Hafen von Narvik verbindet. Der Bau wurde von einer britisch-schwedischen Gesellschaft im Jahr 1883 begonnen und nach deren Konkurs in norwegisch-schwedischer Zusammenarbeit fortgesetzt. Durch den Bau der Strecke wurde der ganzjährige Export von Gütern aus Kiruna sichergestellt. Im Jahr 1901 wurde beschlossen, dass Narvik im Jahr 1902 die Rechte als Handelsstadt (kjøpstad) erhalten solle. Im Zuge dessen wurde die Kommune Narvik gegründet. Der Export von Eisenerz über den Hafen von Narvik lief im Jahr 1903 an. Lange Zeit waren der Transport und die Lagerung des Eisenerzes die Haupteinnahmequelle von Narvik.
Durch die Rüstung während des Ersten Weltkriegs stieg der Bedarf an schwedischen Erzen erheblich an und konnte nur unzureichend gedeckt werden. Schiffe aus Narvik wurden vermehrt aufgebracht oder torpediert und ein Minengürtel im Atlantik erschwerte sie zusätzlich. Um den Verkehr ins Deutsche Reich aufrechterhalten zu können, wickelte ihn, da die von dort kommenden Schiffe meistens in neutralen schwedischen Hoheitsgewässern fuhren, Emil Possehl stattdessen vollständig über das zu jener Zeit nur sieben Monate im Jahr eisfreie Luleå ab. Wenn dies nicht möglich war, errichtete man Halden. Dem Ostseehandel kam die Bedeutung zu, die Possehl immer erhofft hatte, und Lübeck spielte für die westdeutsche Industrie erstmals eine wichtige Rolle.

### Narvik im Zweiten Weltkrieg

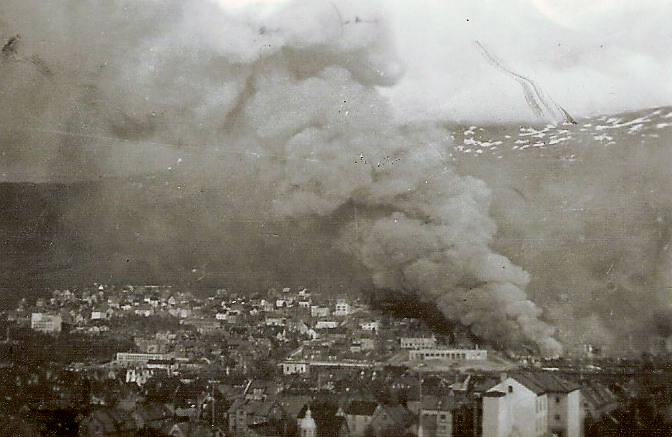
Narvik während der Bombardierung im Juni 1940

Im Zuge des deutschen Unternehmens Weserübung im Frühjahr 1940 wurde Narvik im Zweiten Weltkrieg von Einheiten der Wehrmacht angegriffen, konnte von ihr jedoch erst nach dem Ende der Schlacht um Narvik Anfang Juni 1940 endgültig eingenommen werden. Für die deutsche Kriegsindustrie war das Eisenerz der schwedischen Grube Kiruna von strategischer Bedeutung. Von Narvik aus wurde das Eisenerz ins Deutsche Reich verschifft – meistens in den Emder Hafen, der fast während des gesamten 20. Jahrhunderts der Hauptumschlagplatz von Erz für die Eisenhütten des Ruhrgebiets war.
Während der Zeit der deutschen Besetzung Norwegens blieben Hafen und Stadt Narvik in deutscher Hand. Bei den Kämpfen zur Eroberung Narviks im Frühjahr 1940 wurde die Stadt weitgehend von deutschen Bombern des Typs Heinkel He 111 zerstört.
Nach dem Krieg wurde Narvik fast vollständig wieder aufgebaut.

### Grenzänderungen
Die Kommune Narvik wurde zum 1. Januar 1902 aus der Kommune Ankenes abgespalten. Bei seiner Gründung hatte Narvik 3705 Einwohner, Ankenes verblieb mit 3023 Einwohnern. Ankenes wurde schließlich im Jahr 1974 nach Narvik eingegliedert. Zum Zeitpunkt der Eingliederung hatte Ankenes 7022 und Narvik 12.758 Einwohner. Im Zuge der Kommunalreform in Norwegen wurden Ballangen und der nordöstliche Teil von Tysfjord zum 1. Januar 2020 in Narvik eingegliedert.

## Verkehr
Der Bahnhof Narvik ist Endstation für die Personenzüge der Ofotbanen.  Er wurde im Jahr 1902 eröffnet. Zwei tägliche Abfahrten der norwegischen Bahngesellschaft Vy verbinden Narvik mit den schwedischen Städten Luleå, Boden und Stockholm. Die Entfernung zu Stockholm beträgt rund 1580 Kilometer. Zwischen Narvik und Abisko in Schweden verkehren zudem mehrfach täglich Touristenzüge unter dem Namen Arctic Train.
Der im Zentrum der Stadt Narvik gelegene Busbahnhof ist ein regionales Busdrehkreuz. Neben diversen Nahverkehrsbussen zur Erschließung der Kommune Narvik führen Fernbus-Linien in den Süden nach Fauske-Bodø, weiter in den Norden nach Nordkjosbotn, Tromsø und Alta, mit Umsteigen auch zum Nordkap und nach Kirkenes, sowie auf die Lofoten nach Svolvær.
Narvik war von 1936 bis 1953 Hurtigrutenhafen.
Hauptflughafen für die Region ist seit 2017 der Flughafen Harstad/Narvik in der Nachbarkommune Evenes, der knapp 60 Straßenkilometer von Narvik entfernt liegt. Der Regionalflughafen Narvik, der bei Linienverbindungen jedoch nur von kleineren Verkehrsflugzeugen angeflogen wurde, wurde zum 1. April 2017 stillgelegt. Im Gegenzug wurde im Dezember 2018 die 1533 Meter lange Hålogalandsbrua eröffnet, die den Reiseweg von Narvik zum Flughafen um etwa 20 Minuten und 18 Kilometer verkürzt.

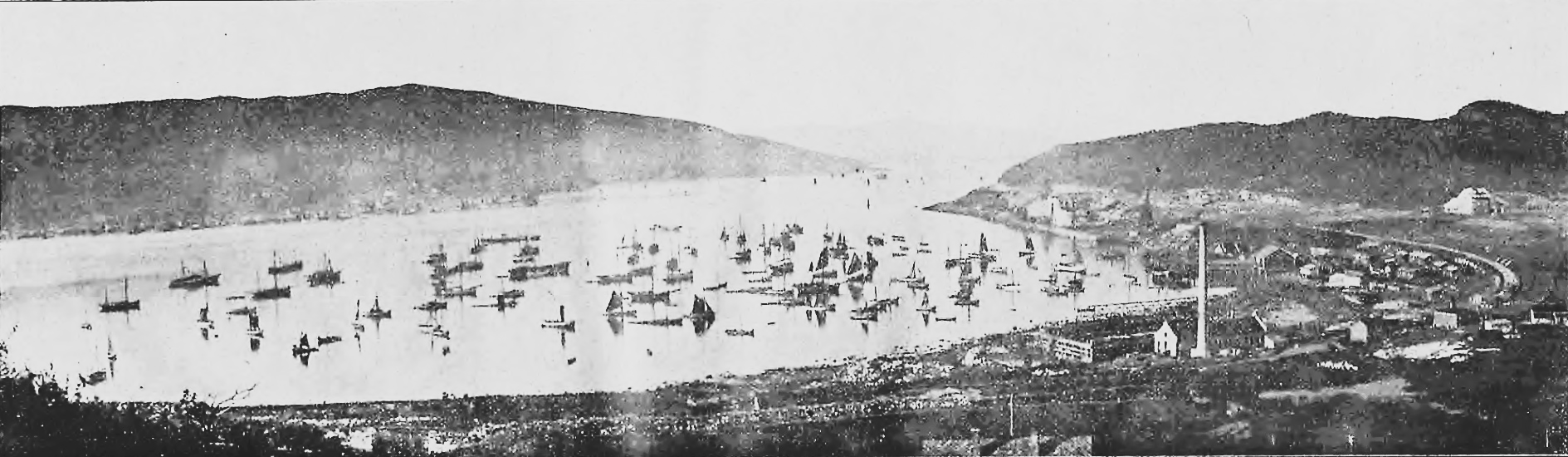
Der Hafen von Narvik, 1902
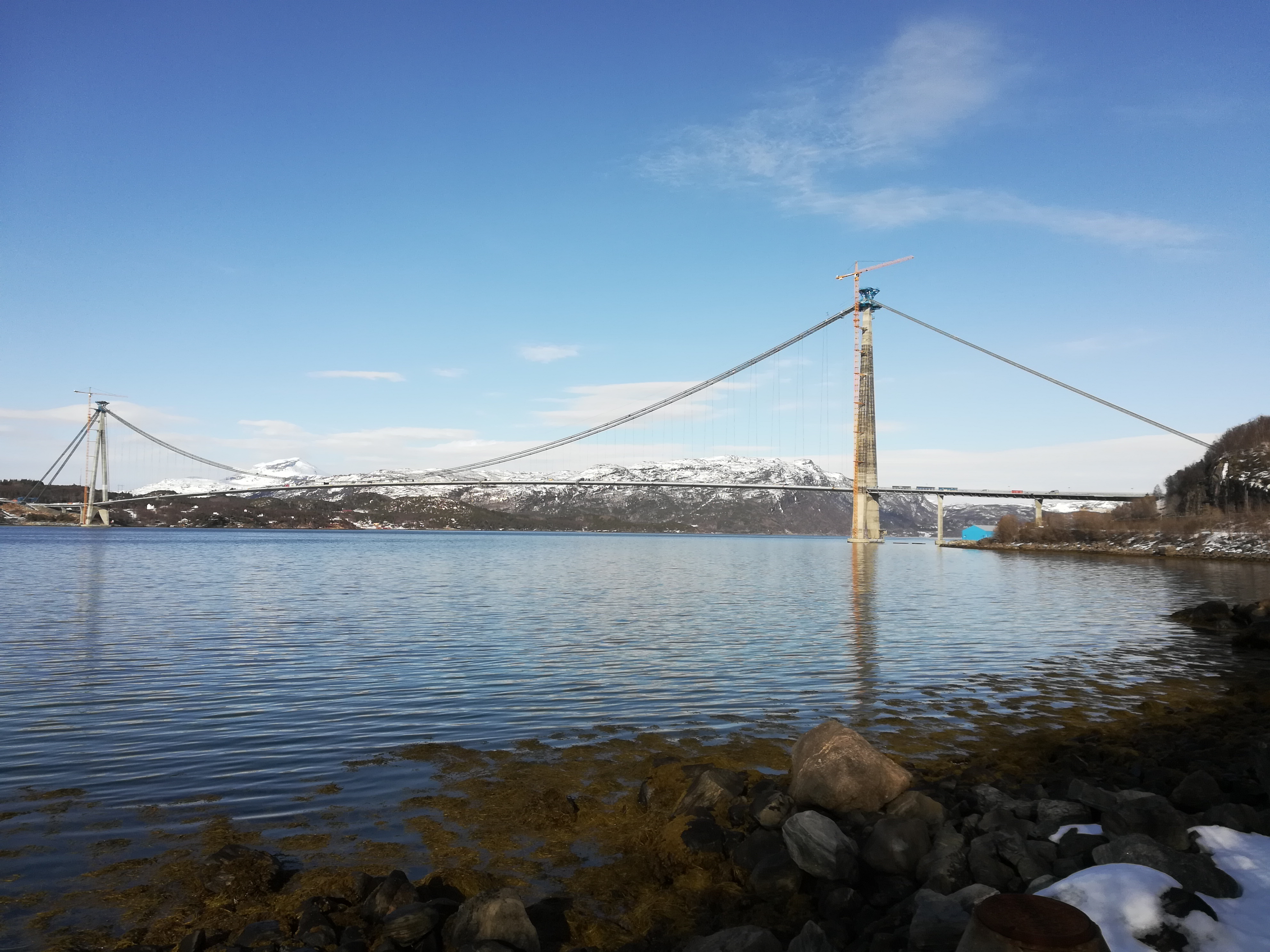
Halogaland-Brücke, April 2018
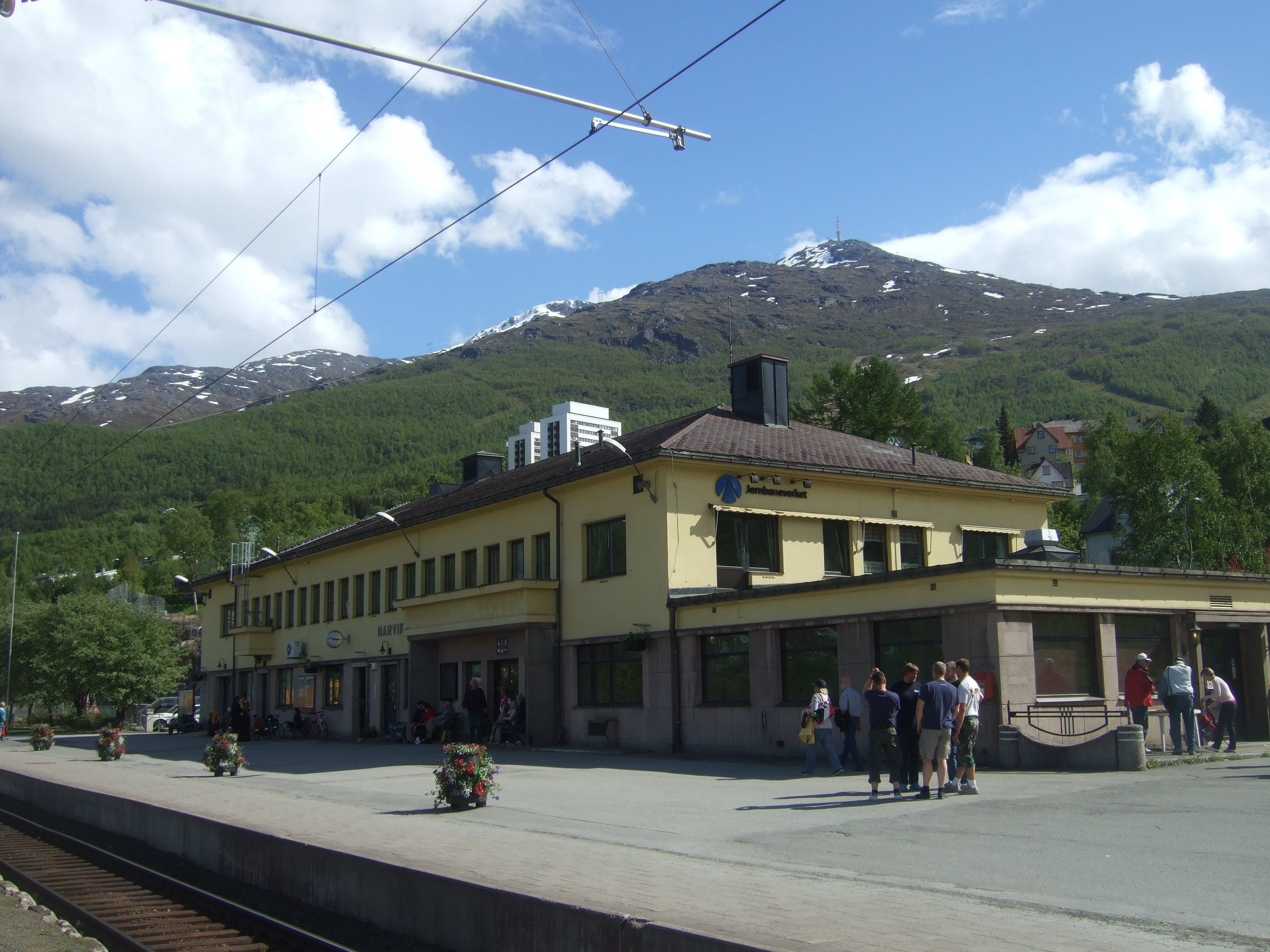
Bahnhof Narvik
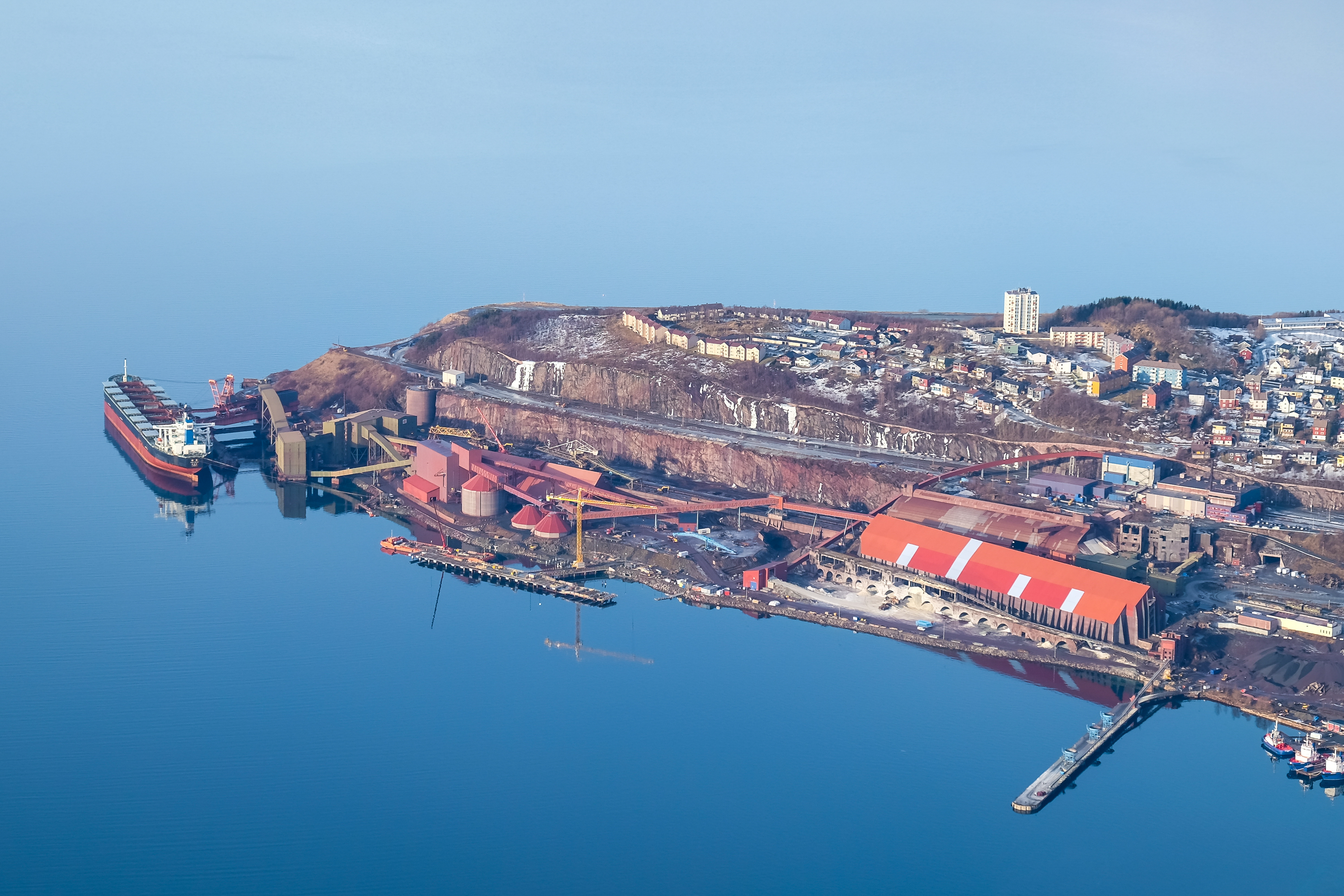
Hafen von Narvik

## Wirtschaft
Bevor der Bahnhof von Narvik eröffnet wurde, war in der Region vor allem die Fischerei eine typische Einnahmequelle für die Bewohner. Die traditionelle Fischerei ist heute kaum mehr vertreten, es werden jedoch Aquakulturen betrieben. In der Landwirtschaft ist die Milchproduktion typisch. In vielen Gegenden in der Kommune wird auch Ren gehalten. Im Osten der Kommune dürfen auch schwedische Samen mit ihren Rentierherden umherziehen.
Nach der Gründung der Kommune war längere Zeit der Erzexport und damit verknüpfte Arbeiten dominierend für die Lokalwirtschaft. Durch zunehmende Automatisierung der Arbeitsschritte fielen Arbeitsplätze in diesem Bereich weg und es wurde ein Diversifikationsprozess der Wirtschaft begonnen. Der Transportsektor ist jedoch weiterhin ein wichtiger Arbeitgeber. Die Industrie ist heute von eher geringer Bedeutung, die wichtigsten Industriebranchen sind der Maschinenbau und die Lebensmittelindustrie. In Kjøpsvik befindet sich eine im Jahr 1920 in Betrieb genommene Zementfabrik. Narvik gehörte 2000 bis 2012 zu den nördlichsten Produktionsstandorten für Solarzellen und Wafer.
In der Kommune befinden sich mehrere Wasserkraftwerke. Das größte ist das Wasserkraftwerk Skjomen, das seit 1973 in Betrieb ist. Es hatte zwischen 1991 und 2020 eine mittlere Jahresproduktion von rund 1340 GWh. Am Kraftwerk wird eine Fallhöhe von etwa 600 Metern ausgenutzt. Das zweitgrößte Wasserkraftwerk ist das Kraftwerk Sildvik. Es wurde 1982 in Betrieb genommen und hatte zwischen 1991 und 2020 eine mittlere Jahresproduktion von rund 255 GWh.
Viele Arbeitsplätze sind im Dienstleistungssektor angesiedelt. Die Stadt Narvik bildet das Zentrum für Handel und weitere Dienstleistungen in der Region Ofoten. Zudem ist auch der Tourismus von größerer Bedeutung. In Narvik wird die Tageszeitung Fremover herausgegeben. Im Jahr 2021 arbeiteten von rund 10.400 Arbeitstätigen etwa 9350 in Narvik selbst, jeweils über 100 Personen pendelten in die Kommunen Tromsø, Oslo und Harstad.

## Bildung
Die frühere Hochschule Narvik fusioniert im Jahr 2016 mit der Universität Tromsø. In Narvik sind vor allem technologische Studiengänge angesiedelt. In der Stadt liegt ein Universitätsklinikum. In Narvik liegen zudem mehrere weiterführende Schulen.

## Name und Wappen

Früheres Wappen von Narvik

### Name
Narvik trug zunächst den Namen Victoriahavn. Der Name entstand nach einem Besuch des schwedischen Kronprinzen Gustav und Kronprinzessin Viktoria im Jahr 1887. Beim Beschluss des Stortings, dass der Ort Handelsrechte erhalten solle, wurde der Name Narvik gewählt. Der Hofname wurde erstmals 1567 als Narduigh und Noruigen erwähnt. Die genaue Bedeutung dessen ist unsicher und es gibt mehrere Theorien zu seinem Ursprung.
Die Stadt Narvik hat seit 2016 auch den offiziellen nordsamischen Namen Áhkánjárga. Der gleiche Name wird auch für die Kommune verwendet, ist in diesem Zusammenhang aber inoffiziell.

### Wappen
Im Rahmen der Regionalreform, bei der neue Gebiete in die Kommune eingegliedert wurden, erhielt Narvik ein neues Gemeindewappen. Das neue Wappen zeigt den Berg Stetind. Der Berg gilt als „Nationalberg“ Norwegens und liegt in der früheren Kommune Tysfjord.

## Sehenswürdigkeiten
In der Kommune Narvik befinden sich mehrere Kirchen. Die Narvik kirke ist eine Steinkirche aus dem Jahr 1925. Aus dem Jahr 1842 stammt die Ankenes kirke. Die Holzkirche hat einen achteckigen Grundriss. Die Ballangen kirke wurde im Jahr 1923 erbaut. Es handelt sich bei dem Gebäude ebenfalls um eine Holzkirche. In Kjøpsvik wurde 1975 die Kjøpsvik kirke erbaut. Weitere Kirchen in der Kommune sind die Kjeldebotn kirke, die Bjerkvik kirke und die Skjomen kirke.
Das Narvik Museum ist ein Museum, das die Geschichte der Ofotbanen und dem darauf stattfindenden Erztransport behandelt. Das Narvik Krigsmuseum befasst sich mit der Geschichte Narviks unter dem Zweiten Weltkrieg.

## Persönlichkeiten
- Ingebrigt Johansson (1904–1987), Mathematiker
- Arne Flekstad (1917–1975), Architekt
- Torgils Moe (1929–2015), Schauspieler, Sänger und Pianist
- Ivar Nordkild (* 1941), Biathlet
- Per Willy Guttormsen (* 1942), Eisschnellläufer
- Thorgeir Stubø (1943–1986), Jazzgitarrist und Komponist
- Terje Bjørklund (1945–2024), Komponist
- Morten Harry Olsen (* 1960), Autor
- Stig Riemmbe Gælok (* 1961), Schriftsteller und Dichter
- Eirik Johan Kristoffersen (* 1969), Offizier des norwegischen Heeres
- Kjersti Stubø (* 1970), Jazzsängerin
- Vibeke Larsen (* 1971), Politikerin
- Kenneth Sivertsen (* 1973), Skirennläufer
- Lasse Paulsen (* 1974), Skirennläufer
- Kristian Hammer (* 1976), Nordischer Kombinierer
- Fritz Aanes (* 1978), Ringer
- Anna Ljunggren (* 1984), Politikerin
- Heidi Ruud Ellingsen (* 1985), Schauspielerin
- Daniel-André Tande (* 1994), Skispringer
- Marit Røsberg Jacobsen (* 1994), Handballspielerin
- Håkon Evjen (* 2000), Fußballspieler

## Stolpersteine

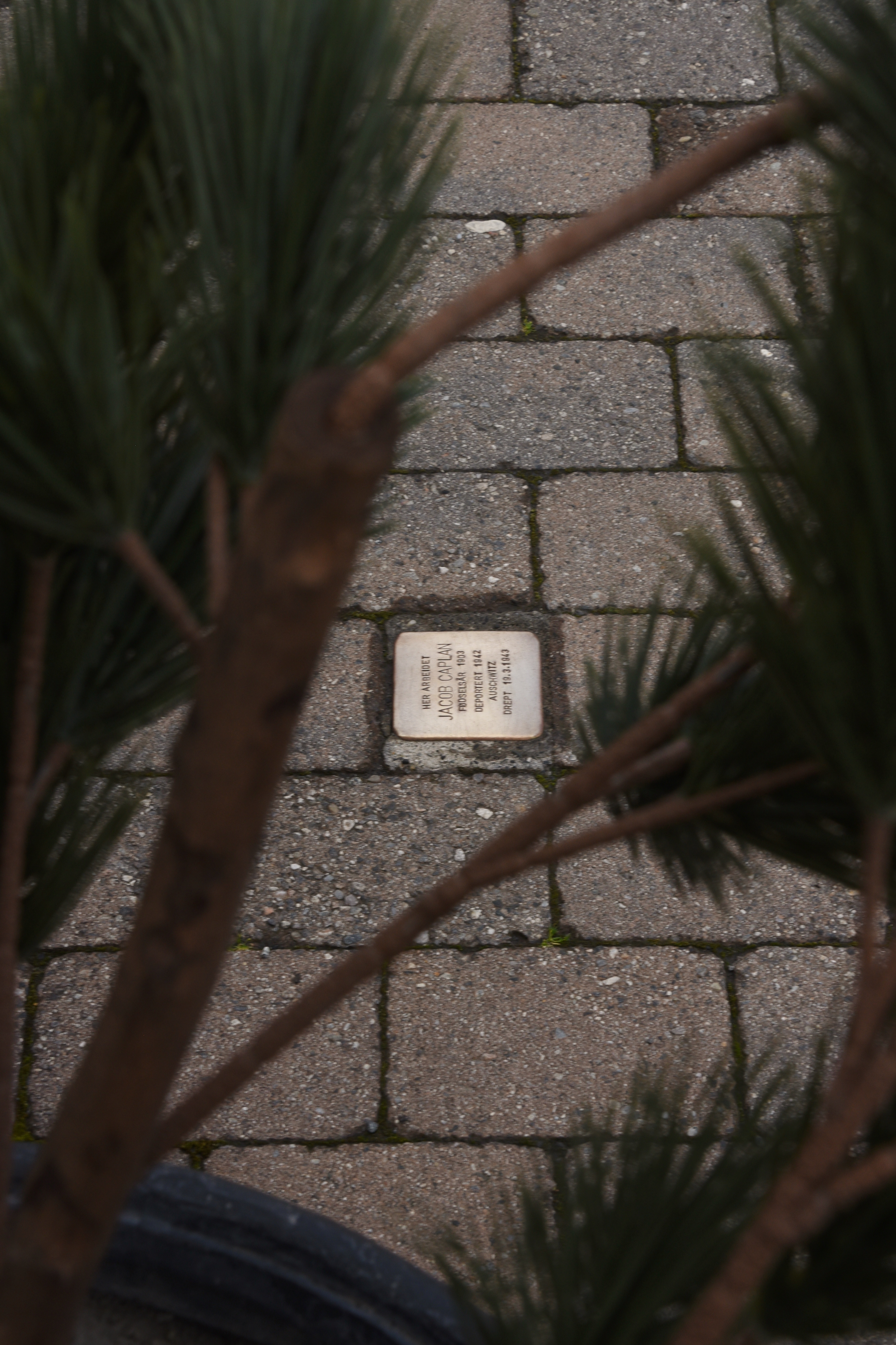
Stolperstein in Narvik

Der deutsche Künstler Gunter Demnig verlegte am 16. Juni 2014 neun Stolpersteine an drei Adressen in Narvik. Sie sind jenen Menschen jüdischer Abstammung gewidmet, die aus Narvik verschleppt und im KZ Auschwitz ermordet wurden. Die Stolpersteine finden sich in der Dronningens gate 46, in der Kongens gate 14 und in der Kongens gate 56.